# Papás por conveniencia
Papás por conveniencia este o telenovelă mexicană din 2024.

## Distribuție
- Ariadne Díaz - Aidé Mosqueda
- José Ron - Constantino "Tino" Guevara
- Ferdinando Valencia - Guzmán Muriel
- África Zavala - Federica
- Daniela Luján - Clara Luz Monroy
- Martín Ricca - Rudolf
- María Chacón - Alicia "Lichita" Chagoyan
- Miguel Martínez - Chano Chamorro
- Horacio Pancheri - Dámaso Rivera
- Lambda García - Facundo Topete
- Sherlyn González - Silvana del Valle
- Imanol Landeta - Felipe